# Мері Еннінг
Мері Еннінґ (англ. Mary Anning; 21 травня 1799 — 9 березня 1847) — британська колекціонерка скам'янілостей та палеонтологиня-любителька. Всесвітньо прославилась низкою відкриттів, переважно в галузі морської фауни юрського періоду, які зробила завдяки знахідкам скам'янілостей в околицях Лайм-Реджіс (графство Дорсет, Британія), де вона жила. Роботи Еннінґ сприяли кардинальним змінам, що відбулися на початку XIX століття в наукових уявленнях про доісторичне життя та історію Землі.

## Біографія та роботи

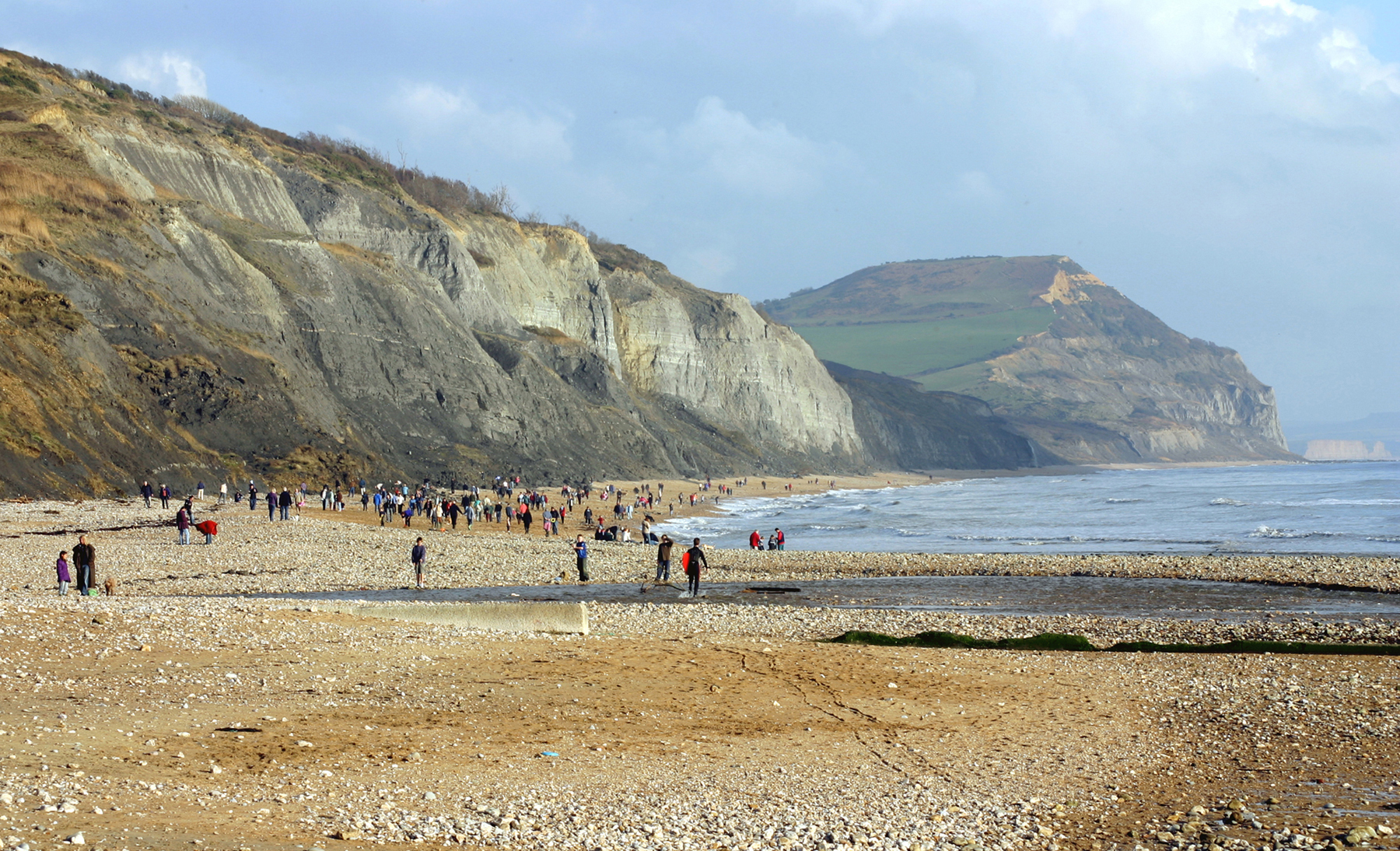
Юрське узбережжя в Чармуті, графство Дорсет, де Еннінги зробили деякі зі своїх знахідок.

### Скам'янілості як сімейний бізнес
Мері Еннінг народилася в Лайм-Реджис у Дорсеті, Англія, 21 травня 1799 р. Її батько, Річард Еннінг (бл. 1766—1810), був столярем, який заробляв на життя тим, що видобував скам'янілості у прибережних скелях поблизу міста і продавав свої знахідки туристам. Її матір'ю була Мері Мур (бл. 1764—1842), відома під ім'ям Моллі. Наприкінці 18 століття Лайм-Реджис став популярним морським курортом, особливо після 1792 року, коли початок Французької революційної війни зробив подорожі на європейський континент небезпечними для англійської знаті, і туди прибувало все більше заможних туристів. Ще до часів Еннінг місцеві жителі поповнювали свій дохід, продаючи відвідувачам те, що називали «цікавинками». Це були скам'янілості з колоритними місцевими назвами, такими як «зміїні камені» (амоніти), «диявольські пальці» (белемніти) та «verteberries» (хребці), яким іноді приписували лікувальні та містичні властивості. Колекціонування скам'янілостей увійшло в моду наприкінці 18 та на початку 19 століття, спочатку як розвага, але поступово перетворилося на науку, коли важливість скам'янілостей для вивчення геології та біології стала очевидною.
Їхній батько, Річард, часто брав Еннінґ та її брата Джозефа в експедиції на пошуки скам'янілостей, щоб поповнити сімейний дохід. Свої знахідки вони виставляли на продаж туристам на столі біля свого будинку. Коли Мері було 11, її батько помер. Сім'я продовжувала збирати та продавати скам'янілості разом і накрила стіл з «цікавинками» біля автобусної зупинки в місцевому заїжджому дворі. Через соціальний стан стать Мері Еннінґ не могла повною мірою брати участь у науковому житті Британії XIX століття, де тоді домінували заможні чоловіки-англікани. Її сім'я жила бідно та ще й потерпала від правової дискримінації, оскільки належала до релігійної меншості (конгрегаціоналістів). Попри це Еннінг стала відомою у геологічних колах Англії, Європи та Америки, вона консультувала щодо анатомії та пошуків скам'янілостей. Однак як жінка вона не мала права стати членкинею Лондонського геологічного товариства й не завжди отримувала відповідну нагороду за свої відкриття. В одному з листів Еннінґ писала: «Світ використав мене занадто жорстоко й, боюся, це зробило мене надто підозріливою до кожного». Єдиною роботою, опублікованою за її життя, став витяг з листа до редактора, який з'явився 1839 року в журналі Journal of Natural History.

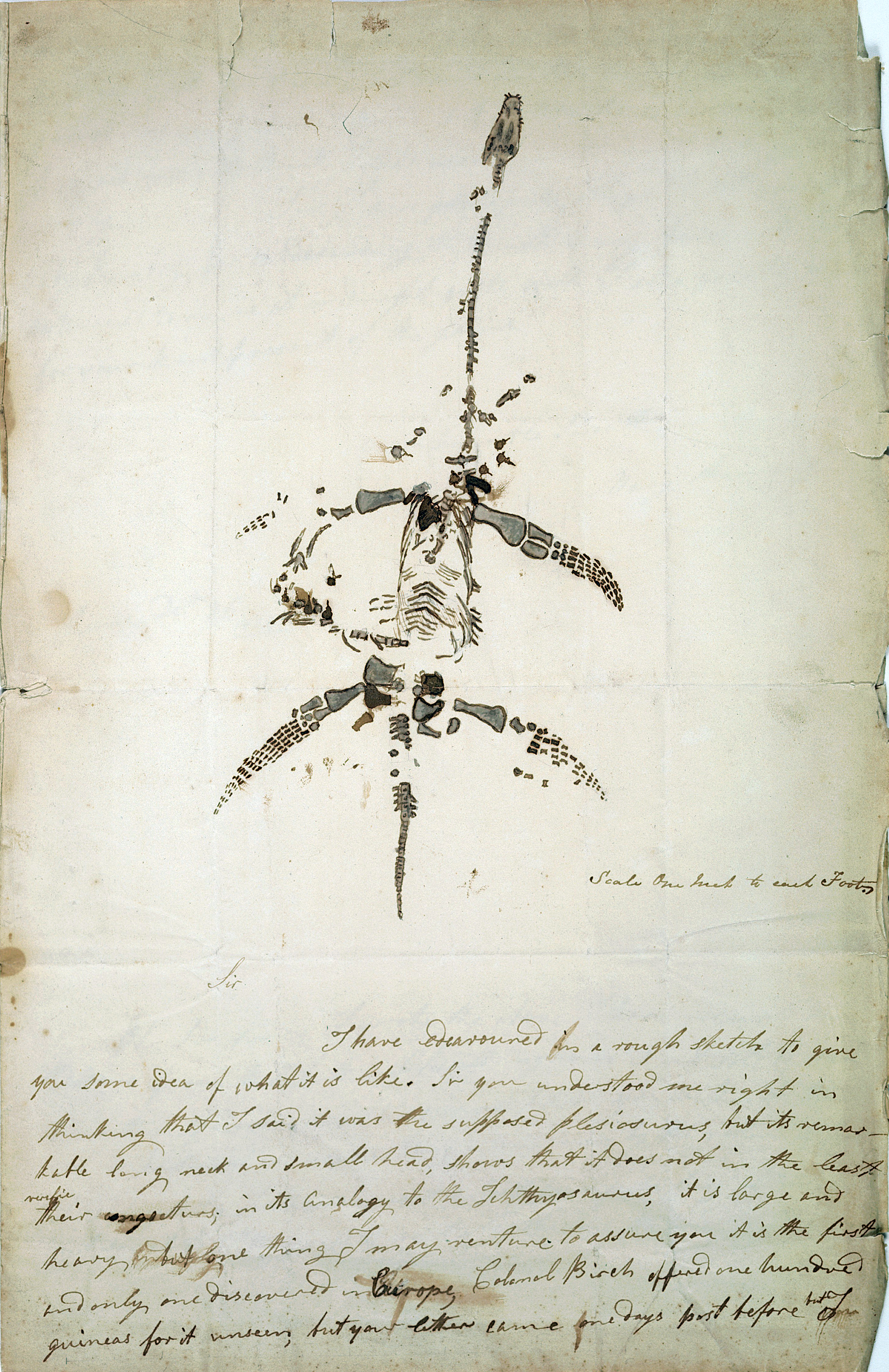
Лист Мері Еннінґ з малюнком плезіозавра

Еннінґ шукала викопні рештки в скелях Лайм-Реджіс, що належали до геологічної формації Блю-Ліас. Особливо вдалими були зимові місяці, коли зсуви відкривали нові скам'янілості, які слід було швидко зібрати, перш ніж вони були б змиті у море. Це була небезпечна робота, і одного разу, 1833 року, Еннінґ ледь не загинула під час зсуву, що вбив її собаку Трея. Відкриття Мері Еннінґ включали перший правильно ідентифікований скелет іхтіозавра, знайдений нею з братом Джозефом, у 1811 році коли їй було всього 12 років, перші два скелети плезіозавра, перший знайдений за межами Німеччини скелет птерозавра, а також деякі невідомі до того часу викопні риби. Найперший скелет ще тоді не ідентифікованого іхтіозавра викупив Генрі Хост Хенлі з Сандрінгемського дому, графство Норфолк, який був лордом маєтку Колвей, що поблизу Лайм-Реджіс. Він заплатив родині близько 23 фунтів стерлінгів за викопний скелет. Пізніше він, своєю чергою, продав його Вільяму Буллоку, відомому колекціонеру, який виставив скелет в Лондоні, де знахідка викликала значний інтерес громадськості. Скелет був проданий за 45 фунтів і п'ять шилінгів на аукціоні в травні 1819 року під назвою «крокодил у викопному стані» Чарльзу Кенігу з Британського музею, який вже запропонував для нього назву «іхтіозавр».
Знахідки Еннінг відіграли ключову роль у дослідженнях викопних белемнітів, які містили скам'янілі чорнильні мішки, а також у дослідженнях копролітів, відомих у ті часи як безоарські камені, які виявилися скам'янілими екскрементами морських тварин. Коли геолог і художник Генрі де ла Беш малював свою знамениту «Duria Antiquior», першу широко відому картину зі сценами доісторичного життя, він значною мірою спирався на знайдені Еннінг скам'янілості й поділився з нею частиною прибутку від продажу примірників картини.

## Визнання

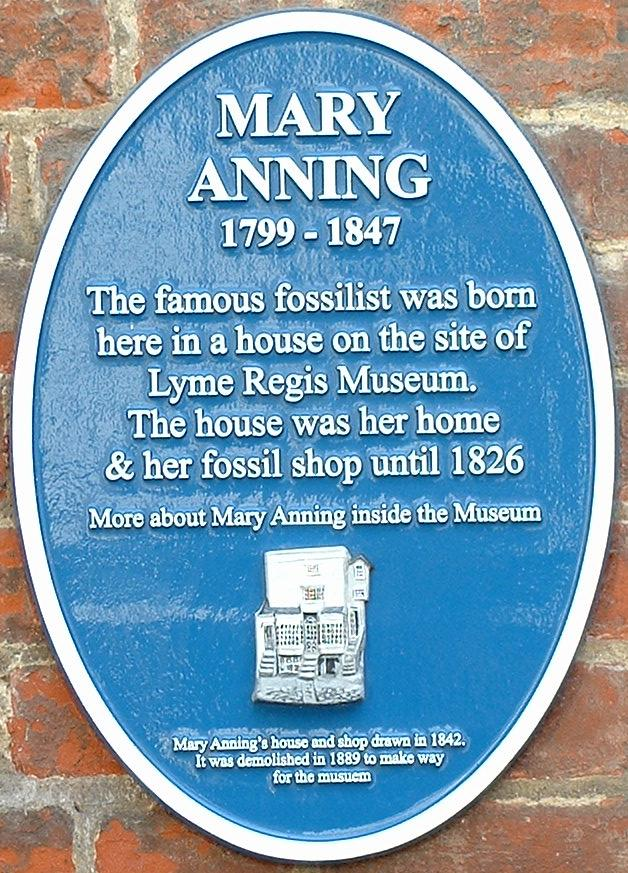
Меморіальна дошка на будинку, де Мері Еннінґ народилася та почала збирати скам'янілості

Після смерті Мері Еннінґ її незвичайна історія викликала величезний інтерес. Нею захоплювався Чарльз Дікенс, а 2010 року Королівське товариство зарахувало Еннінґ до числа десяти британок, які найбільше вплинули на історію розвитку науки. У 2009 році Трейсі Шевальє написала романізовану біографію Еннінґ «Дивовижні створіння» (англ. «Remarkable Creatures»).
11 вересня 2020 року на Міжнародному кінофестивалі у Торонто відбулась світова прем'єра фільму «Амоніт» (англ. «Ammonite») — англо-австралійської романтичної драми, написаної й знятої Френсісом Лі. Фільм заснований на житті палеонтологині Мері Еннінґ (Кейт Вінслет) і зосереджується на романтичних стосунках Еннінґ та Шарлотти Мерчісон (Сірша Ронан). Широкий реліз фільму в США відбувся 13 листопада 2020 року.